# بي. بي. تشاودري
بي. بي. تشاودري هو محامي وسياسي هندي، ولد في 12 يوليو 1953 في جودبور في الهند. نشط حزبياً في حزب بهاراتيا جاناتا. وقد انتخب Member of the 17th Lok Sabha ‏ عن دائرة Pali Lok Sabha constituency ‏ وقد انضم خلال فترته النيابية ‏ للكتلة البرلمانية حزب بهاراتيا جاناتا وفي 2014 Indian general election in Pali Lok Sabha constituency ‏، انتخب عضو لوك سابها السادسة عشر ‏ عن دائرة Pali Lok Sabha constituency ‏ وقد انضم خلال فترته النيابية ‏ (2014 – ) للكتلة البرلمانية حزب بهاراتيا جاناتا.